# Johan Gabriel Pettersson
Johan Gabriel Pettersson född 1788, död 23 juni 1851 i Göteborg, var en svensk urmakare och konstnär.
Pettersson var lärling hos Lars Johan Lejon i Göteborg 1897-1808,  därefter var han gesäll i Stockholm. Han erhöll Kommerskollegiums tillstånd 1812 och beviljades mästerskap i Göteborg 1813. Han var urfabrikör 1817-1851. Han höll en mycket välförsedd verkstad och tillverkade många olik typer av ur.
Pettersson tillverkade ett slags konstur med mekaniska urtavlor som drogs upp med nyckel, varvid diverse mekaniska maskinerier sattes i rörelse. På Rosendals slott finns en sådan klocka med en urtavla föreställande Interiör från en bondstuga och en klocka med en urtavla som återger Dannemora gruva dessa målningar är signerade med Pettersson namn. På Göteborgs historiska museum finns en interiör med en nystvinda och spinnrock.
Han var revisor för Göteborgs stads fattigförsörjningsinrättning.
Observera Svenskt konstnärslexikon anger förnamnen till Johan Gabriel medan Urmakare och klockor i Sverige och Finland anger förnamnen till Johan Gustaf.